# جلوس

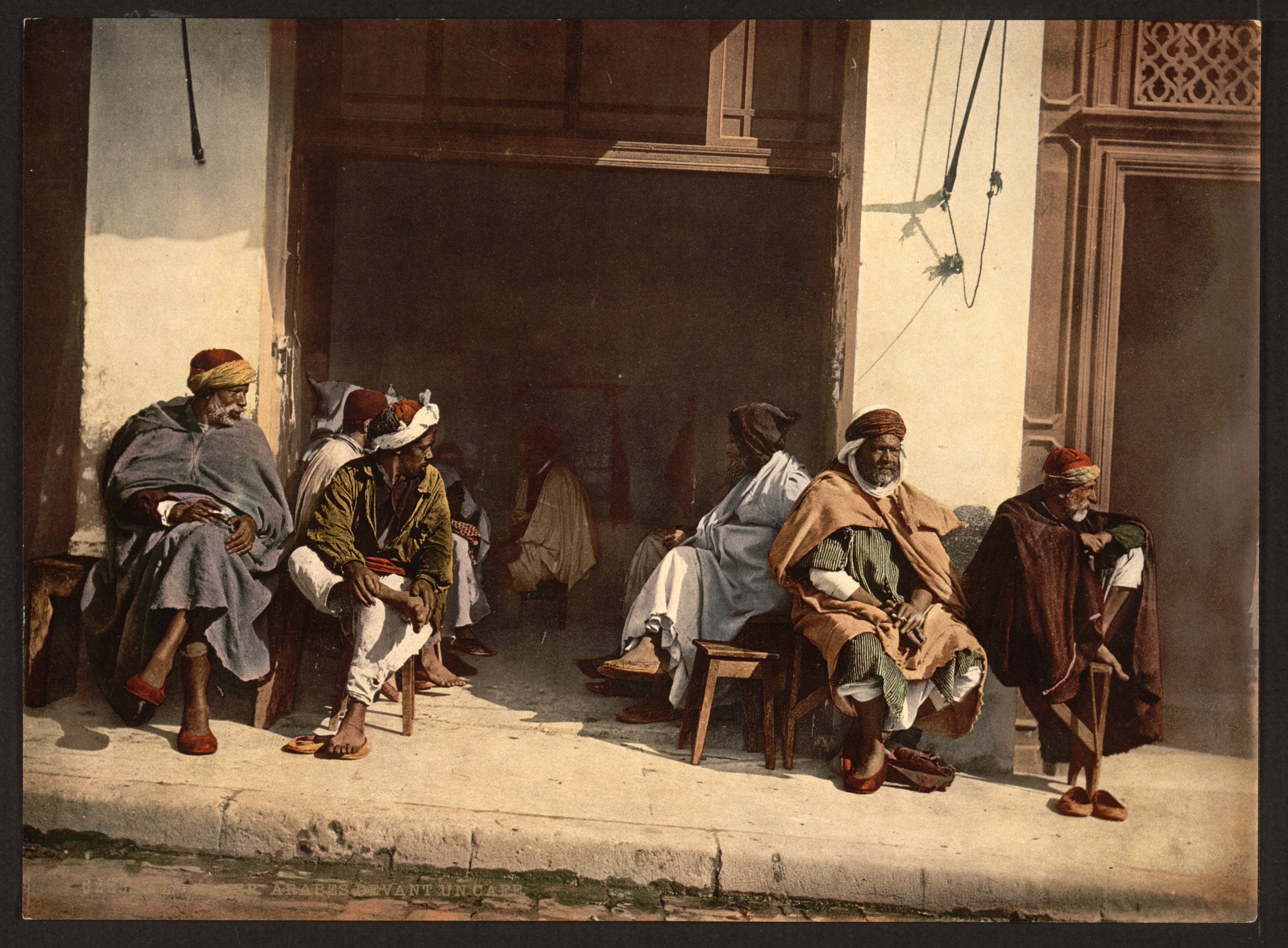
جزائريون يجلسون على مقاعد مقهى

الجلوس هو سلوك إنساني أساسي لإتخاذ وضعية جسمانية للراحة. يتم دعم وزن الجسم بشكل أساسي من خلال ملامسة الأرداف للأرض أو من خلال جسم أفقي مثل مقعد الكرسي. أو بواسطة جذع مستقيم بشكل أو بآخر. قد يشكل الجلوس معظم اليوم مخاطر صحية كبيرة، والأشخاص الذين يجلسون بانتظام لفترات طويلة لديهم معدلات وفيات أعلى من أولئك الذين لا يفعلون ذلك.

## بعض وضعيات الجلوس
- جلسة التورك: أن يفرش رجله اليسرى، وينصب اليمنى، ويخرجهما من الجانب الأيمن، ويجعل أليتيه على الأرض. أوأن يفرش القدمين جميعاً، ويخرجهما من الجانب الأيمن، ويجعل أليتيه على الأرض.
- جلسة الافتراش: أن ينصب قدمه اليمنى قائمة على أطراف الأصابع، ويفرش رجله اليسرى بحيث يلي ظهرها الأرض، جالساً على بطنها.
- جلسة الإقعاء: الجلوس على الأليتين ونصب الركبتين أو نصب ركبة واحدة (وهو غير الإقعاء في الصلاة).
- جلسة التربع (التربيعة):أشهر الجلسات بالشرق الأوسط وهي الجلوس على الأليتين وتربيع الساقين.
- جلسة القرفصاء (أو الاحتباء): هو أن يجلس على أليتيه، ويضم فخذيه وساقيه إلى بطنه بذراعيه ليستند.
- جلسة السيزا (SEIZA): جلسة تقليدية يابانية للجلوس مقاربة لجلسة الافتراش العربية مع اتجاه كلا اصابع القدمين للخارج.
- جلسة أسنا (ASNA) :أحد اوضاع اليوجا مقارب للسيزا.
- جلسة اللوتس :أحد اوضاع البوجا مقارب للتربيعة مع جعل باطن القدم للأعلى.
- جلسة البورميين: نسبة إلى رهبان بورما مشابهة للوتس مع ضم كلا اليدين للتأمل.

## راجع أيضا
- إعاقة الجلوس
- العمود الفقري السليم
- مهارات حركية كبرى